# ماركو فيراتي
ماركو فيراتي (بالإيطالية: Marco Verratti) هو لاعب كرة قدم إيطالي من مواليد 5 نوفمبر 1992 في مدينة بسكارا بإيطاليا. يلعب في مركز الوسط المدافع مع النادي العربي في دوري نجوم قطر ويلعب أيضاً مع المنتخب الإيطالي.

## الأندية

### بيسكارا
ولد فيراتي في بيسكارا. A صانع الألعاب المهاري مع مرور مهارات بارزة، وضعت فيراتي في نظام الشباب بيسكارا، مما يجعل لأول مرة الأولى فريقه في موسم 2008-09 في سن ال 16 . في موسم 2009-10، وقال انه يبدو أكثر انتظاما ل بيسكارا، ومنذ ذلك الحين أصبح لاعبا أساسيا في الفريق الأول. أدائه ولدت تغطية وسائل الإعلام الوطنية كنجم المحتملة في المستقبل والدولية الإيطالية.

### باريس سان جيرمان
في 18 تموز 2012، وقع فيراتي عقد مدته خمس سنوات مع باريس سان جيرمان في الدوري الفرنسي 1 .
في 20 آب عام 2013، وقع فيراتي التمديد لسنة واحدة ل عقده مع باريس سان جيرمان، وحفظ له في النادي حتى عام 2018 .

## مسيرته الدولية
أدرج فيراتي في القائمة الأولية الرجل 32 تشيزاري برانديلي لليورو 2012، كونها واحدة من اثنين فقط من اللاعبين دوري الدرجة الثانية (الآخر تورينو وهيرفان أونغيندا) ليكون جزءا منه.انقطع عنه لاحقا من لاعبي الفريق على 28 مايو 2012 .
في 6 شباط عام 2013، وسجل أول هدف فيراتي دولية له في مباراة ودية ضد هولندا عندما سجل التعادل في الدقيقة 91 في المباراة التي انتهت بالتعادل 1-1 .

## الإنجازات

### النادي
بيسكارا
- دوري الدرجة الثانية الإيطالي (1): 2011–12

 باريس سان جيرمان
- الدوري الفرنسي (9): 2012–13، 2013–14، 2014–15، 2015–16، 2017–18، 2018–19، 2019–20، 2021–22، 2022–23
- كأس فرنسا (6): 2014–15، 2015–16، 2016–17، 2017–18، 2019–20، 2020–21
- كأس الرابطة الفرنسية (6): 2013–14، 2014–15، 2015–16، 2016–17، 2017–18، 2019–20
- كأس الأبطال الفرنسي (9): 2013، 2014، 2015، 2016، 2017، 2018، 2019، 2020، 2022

### المنتخب
إيطاليا
- بطولة أمم أوروبا: 2020

## روابط خارجية
- ماركو فيراتي على موقع الاتحاد الدولي (مؤرشف)  (الإنجليزية)
- ماركو فيراتي على موقع الاتحاد الأوربي (الإنجليزية)
- ماركو فيراتي على موقع إي إس بي إن إف سي (الإنجليزية)
- ماركو فيراتي على موقع قاعدة بيانات كرة القدم.إي يو (الإنجليزية)
- ماركو فيراتي على موقع بيانات كرة القدم. دي إي (الألمانية)
- ماركو فيراتي على موقع ليكيب (الفرنسية)
- ماركو فيراتي على موقع ناشيونال فوتبول تيمز (الإنجليزية)
- ماركو فيراتي على موقع Soccerbase.com (لاعب) (الإنجليزية)
- ماركو فيراتي على موقع Soccerway.com (الإنجليزية)
- ماركو فيراتي على موقع عالم كرة القدم.نت (الإنجليزية)